# Werlaburgdorf
Werlaburgdorf ist ein Ortsteil der Gemeinde Schladen-Werla im Landkreis Wolfenbüttel in Niedersachsen.
Bis zur Kreisreform am 1. August 1977 gehörte es zum Landkreis Goslar und wechselte dann in den Landkreis Wolfenbüttel. Der Ortsname existiert erst seit 1958, vorher hieß der Ort Burgdorf.

## Geografie
Werlaburgdorf liegt südsüdöstlich des Oderwalds rund 13 km südlich von Wolfenbüttel und 3 km nördlich von Schladen am Unterlauf der Warne.

## Geschichte

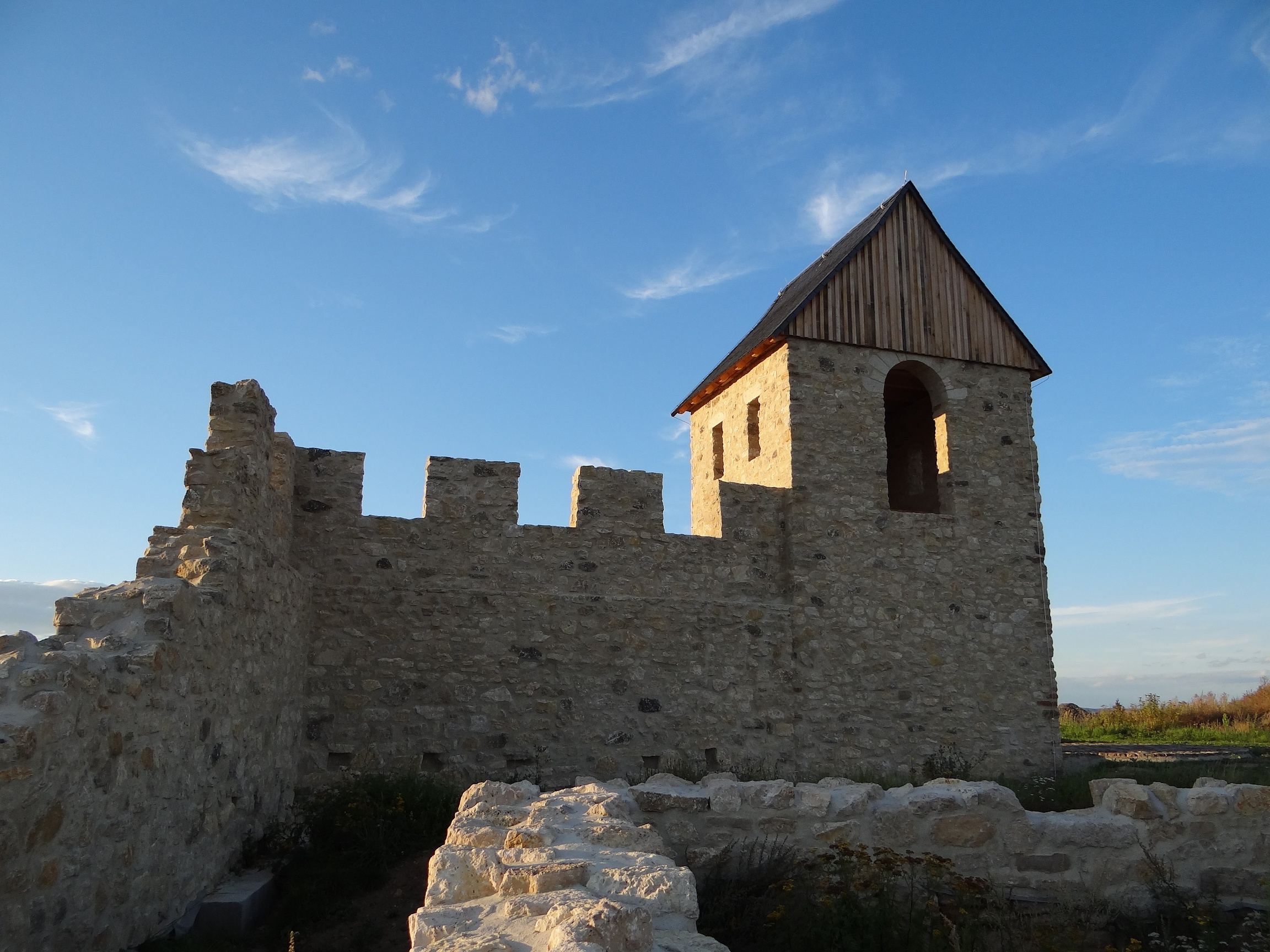
Königspfalz Werla (Rekonstruktion)

Werlaburgdorf war im Mittelalter mit der Königspfalz Werla ein Pfalzort, wo Könige und Kaiser ihre Hoftage abhielten. Sie war eine der bedeutendsten Pfalzen, die unter Kaiser Heinrich II. zugunsten der Kaiserpfalz Goslar ihren Rang einbüßte und erst in jüngerer Zeit wiederentdeckt worden ist. Die historische Stätte, an deren Stelle der „Archäologiepark Werla“ eingerichtet wurde, ist von Schladen aus, auf einem 2 km langen Wanderweg entlang der Wedde und der Oker zu erreichen.
Zum 1. November 2013 wurde Werlaburgdorf zusammen mit weiteren Orten ein Ortsteil von Schladen-Werla. Letzter Bürgermeister war Helmut Wilm (CDU).

## Politik

### Ortsrat
Der Ortsrat, der Werlaburgdorf vertritt, setzt sich aus fünf Mitgliedern zusammen. Die Ratsmitglieder werden durch eine Kommunalwahl für jeweils fünf Jahre gewählt.
Bei der Kommunalwahl 2021 ergab sich folgende Sitzverteilung:
| Ortsrat 2021Insgesamt 5 Sitze - SPD: 2 - CDU: 3 |

### Ortsbürgermeister
Ortsbürgermeister ist Tobias Schliephake (CDU).

## Wirtschaft und Infrastruktur
Der Haltepunkt Werlaburgdorf (früher Burgdorf (b Börßum)) liegt an der Bahnstrecke Börßum–Kreiensen. Hier verkehren ausschließlich Sonderzüge der Tourismus und Warnetalbahn GmbH.